# 紫門ゆりや
紫門 ゆりや（しもん ゆりや、12月28日 - ）は、宝塚歌劇団花組に所属する男役。花組副組長。
愛知県名古屋市、名東高等学校出身。身長171cm。愛称は「ゆり」。

## 来歴
2003年、宝塚音楽学校入学。
2005年、音楽学校卒業後、宝塚歌劇団に91期生として次席入団。花組公演「マラケシュ・紅の墓標／エンター・ザ・レビュー」で初舞台。その後、月組に配属。
2011年の「アルジェの男」で新人公演初主演。新人公演最終学年となる入団7年目での抜擢となった。
2021年8月16日付で専科へと異動。
2023年10月9日付で花組へと異動し、花組副組長に就任。

## 主な舞台

### 初舞台
- 2005年3 - 5月、花組『マラケシュ・紅の墓標』『エンター・ザ・レビュー』（宝塚大劇場のみ）

### 月組時代
- 2005年9 - 12月、『JAZZYな妖精たち』『REVUE OF DREAMS』
- 2006年2 - 3月、『Young Bloods!!-Sparkling MOON-』（バウホール） - いい男隊／ホスト
- 2006年5 - 8月、『暁（あかつき）のローマ』『レ・ビジュー・ブリアン』
- 2006年10月、『あかねさす紫の花』 - 於兎『レ・ビジュー・ブリアン』（全国ツアー）
- 2007年1 - 4月、『パリの空よりも高く』 - 新人公演：ジャン（本役：明日海りお）『ファンシー・ダンス』
- 2007年5 - 6月、『ダル・レークの恋』（全国ツアー） - ペペルの子分
- 2007年8 - 11月、『MAHOROBA』『マジシャンの憂鬱』 - 新人公演：ネクチュイ（本役：明日海りお）
- 2007年12 - 2008年1月、『HOLLYWOOD LOVER』（バウホール・日本青年館） - 過去のステファーノ
- 2008年3 - 7月、『ME AND MY GIRL』 - 電報配達の男、新人公演：ジェラルド・ボリングボーク（本役：遼河はるひ）[注釈 1]
- 2008年9月、『グレート・ギャツビー』（日生劇場） - エディ・ニコルソン
- 2008年11 - 2009年2月、『夢の浮橋』 - 新人公演：衛門督（本役：青樹泉）『Apasionado!!』
- 2009年3月、『二人の貴公子』（バウホール） - 旅の騎士
- 2009年5 - 8月、『エリザベート』 - 黒天使、新人公演：フランツ・ヨーゼフ（本役：霧矢大夢）[4]
- 2009年10 - 12月、『ラスト プレイ』 - 新人公演：ジークムント（本役：遼河はるひ）『Heat on Beat!（ヒート オン ビート）』
- 2010年2月、『紫子』 - 真樹弓若『Heat on Beat!』（中日劇場）
- 2010年4 - 7月、『THE SCARLET PIMPERNEL（スカーレット ピンパーネル）』 - ファーレイ、新人公演：ショーヴラン（龍真咲／明日海りお）[4]
- 2010年9 - 11月、『ジプシー男爵-Der Zigeuner Baron-』 - ビハリ、新人公演：オトカー（本役：明日海りお）『Rhapsodic Moon（ラプソディック・ムーン）』[4]
- 2010年12 - 2011年1月、『STUDIO 54（スタジオ フィフティフォー）』（ドラマシティ・日本青年館） - ニール・クラフト
- 2011年3 - 5月、『バラの国の王子』 - ヒバリ、新人公演：王様／先代の王様（本役：龍真咲）『ONE』[4]
- 2011年7 - 10月、『アルジェの男』 - ルイ、新人公演：ジュリアン・クレール（本役：霧矢大夢）『Dance Romanesque（ダンス ロマネスク）』 新人公演初主演[5][4]
- 2011年11 - 12月、『アリスの恋人』（バウホール・日本青年館） - 帽子屋
- 2012年2 - 4月、『エドワード8世』 - ペリー・ブラウンロー、新人公演：スタンリー・ボールドウィン（本役：越乃リュウ）『Misty Station』
- 2012年6 - 9月、『ロミオとジュリエット』 - パリス伯爵
- 2012年10 - 11月、『愛するには短すぎる』 - フランク・ペンドルトン『Heat on Beat!（ヒート オン ビート）』（全国ツアー）
- 2013年1 - 3月、『ベルサイユのばら-オスカルとアンドレ編-』 - ハンス・アクセル・フォン・フェルゼン
- 2013年5月、『ME AND MY GIRL』（梅田芸術劇場） - フレデリック・バターズビー卿
- 2013年7 - 10月、『ルパン-ARSÈNE LUPIN-』 - プス・カフェ『Fantastic Energy!』
- 2013年11 - 12月、『THE MERRY WIDOW』（ドラマシティ・日本青年館） - ラウール・ド・サン＝ブリオッシュ
- 2014年1月、『風と共に去りぬ』（梅田芸術劇場） - チャールズ・ハミルトン／伍長
- 2014年3 - 6月、『宝塚をどり』『明日への指針 -センチュリー号の航海日誌-』 - ウィリー三等航海士『TAKARAZUKA 花詩集100!!』 - 花の紳士／蘭の男A
- 2014年7 - 8月、『THE KINGDOM』（日本青年館・ドラマシティ） - イワノフ
- 2014年9 - 12月、『PUCK（パック）』 - スナウト『CRYSTAL TAKARAZUKA-イメージの結晶-』
- 2015年2 - 3月、『風と共に去りぬ』（中日劇場） - チャールズ・ハミルトン／少尉
- 2015年4 - 7月、『1789-バスティーユの恋人たち-』 - オーギュスト・ラマール
- 2015年11 - 2016年2月、『舞音-MANON-』 - アンリ・ルグラン『GOLDEN JAZZ』
- 2016年3 - 4月、龍真咲コンサート『Voice』（赤坂ACTシアター・ドラマシティ） - SHIMON
- 2016年6 - 9月、『NOBUNAGA〈信長〉-下天の夢-』 - 毛利良勝『Forever LOVE!!』
- 2016年10 - 11月、『アーサー王伝説』（文京シビックホール・ドラマシティ） - ガウェイン
- 2017年1 - 3月、『グランドホテル』 - ジゴロ『カルーセル輪舞曲（ロンド）』
- 2017年5月、『長崎しぐれ坂』 - さそり『カルーセル輪舞曲（ロンド）』（博多座）
- 2017年7 - 10月、『All for One』 - フィリップ
- 2017年11 - 12月、『鳳凰伝』 - タン『CRYSTAL TAKARAZUKA-イメージの結晶-』（全国ツアー）
- 2018年2 - 5月、『カンパニー-努力（レッスン）、情熱（パッション）、そして仲間たち（カンパニー）-』 - 大塚三朗『BADDY（バッディ）-悪党（ヤツ）は月からやって来る-』 - ホット
- 2018年7月、『愛聖女（サントダムール）-Sainte♡d’Amour-』（バウホール） - ジル・ド・レ／アナウンサー
- 2018年8 - 11月、『エリザベート-愛と死の輪舞（ロンド）-』 - グリュンネ伯爵
- 2019年1月、『ON THE TOWN（オン・ザ・タウン）』（東京国際フォーラム） - アンディー／警官／ダイヤモンド・エディーズ・ナイトクラブのMC
- 2019年3 - 6月、『夢現無双』 - 新免無二斉『クルンテープ 天使の都』
- 2019年7 - 8月、『ON THE TOWN（オン・ザ・タウン）』（梅田芸術劇場） - アンディー／警官／DEMC
- 2019年10 - 12月、『I AM FROM AUSTRIA-故郷（ふるさと）は甘き調（しら）べ-』 - デニス／製菓部男
- 2020年2月、『出島小宇宙戦争』（ドラマシティ・東京建物 Brillia HALL） - タダアキラ
- 2020年9 - 2021年1月、『WELCOME TO TAKARAZUKA-雪と月と花と-』『ピガール狂騒曲』 - フローレンス
- 2021年3月、『幽霊刑事（デカ）〜サヨナラする、その前に〜』（バウホール） - 新田克彦
- 2021年5 - 8月、『桜嵐記（おうらんき）』 - 高師直『Dream Chaser』[6]

### 専科時代
- 2021年10月、月組『LOVE AND ALL THAT JAZZ』（バウホール） - ツヴァイク
- 2022年3 - 4月、花組『冬霞（ふゆがすみ）の巴里』（ドラマシティ・東京建物 Brillia HALL） - クロエ[7]
- 2023年3 - 4月、星組『Le Rouge et le Noir〜赤と黒〜』（ドラマシティ・日本青年館） - ムッシュー・ド・レナール
- 2023年7 - 10月、花組『鴛鴦歌合戦（おしどりうたがっせん）』 - 蘇芳『GRAND MIRAGE!』[8]

### 花組時代
- 2023年11 - 12月、『激情』 - スニーガ『GRAND MIRAGE!』（全国ツアー）
- 2024年2 - 5月、『アルカンシェル』 - コーエン／ギヨーム・ブラン
- 2024年7 - 8月、『ドン・ジュアン』（御園座） - アンダルシアの美女／フェルナンド[9]
- 2024年9 - 2025年1月、『エンジェリックライ』 - 天帝『Jubilee（ジュビリー）』
- 2025年3月、『マジシャンの憂鬱』 - シャラモン『Jubilee』（博多座）
- 2025年6 - 9月、『悪魔城ドラキュラ／愛, Love Revue!』 - デス
- 2025年11 - 12月、『DEAN』（ドラマシティ・日本青年館ホール）

## 出演イベント
- 2006年11月、『夢のメモランダム』
- 2007年9月、TCAスペシャル2007『アロー!レビュー!』
- 2008年3月、『ME AND MY GIRL』前夜祭
- 2011年12月、タカラヅカスペシャル2011『明日に架ける夢』
- 2012年4 - 5月、明日海りおディナーショー『Z-LIVE』
- 2012年12月、タカラヅカスペシャル2012『ザ・スターズ!〜プレ・プレ・センテニアル〜』
- 2014年12月、タカラヅカスペシャル2014『Thank you for 100 years』
- 2015年8月、星条海斗ディナーショー『Flügel』[10]
- 2015年12月、タカラヅカスペシャル2015『New Century，Next Dream』
- 2016年12月、タカラヅカスペシャル2016『Music Succession to Next』
- 2017年12月、タカラヅカスペシャル2017『ジュテーム・レビュー-モン・パリ誕生90周年-』
- 2018年12月、タカラヅカスペシャル2018『Say! Hey! Show Up!!』
- 2021年11月、『Greatest Moment』[注釈 2][11]

## TV出演
- 2012年9月、TBS『オールスター感謝祭秋』
- 2014年12月、フジテレビ『2014 FNS歌謡祭』
- 2017年3月、フジテレビ『2017 FNSうたの春まつり』